# Gamelia
Gamelia är ett släkte av fjärilar. Gamelia ingår i familjen påfågelsspinnare.

## Bildgalleri

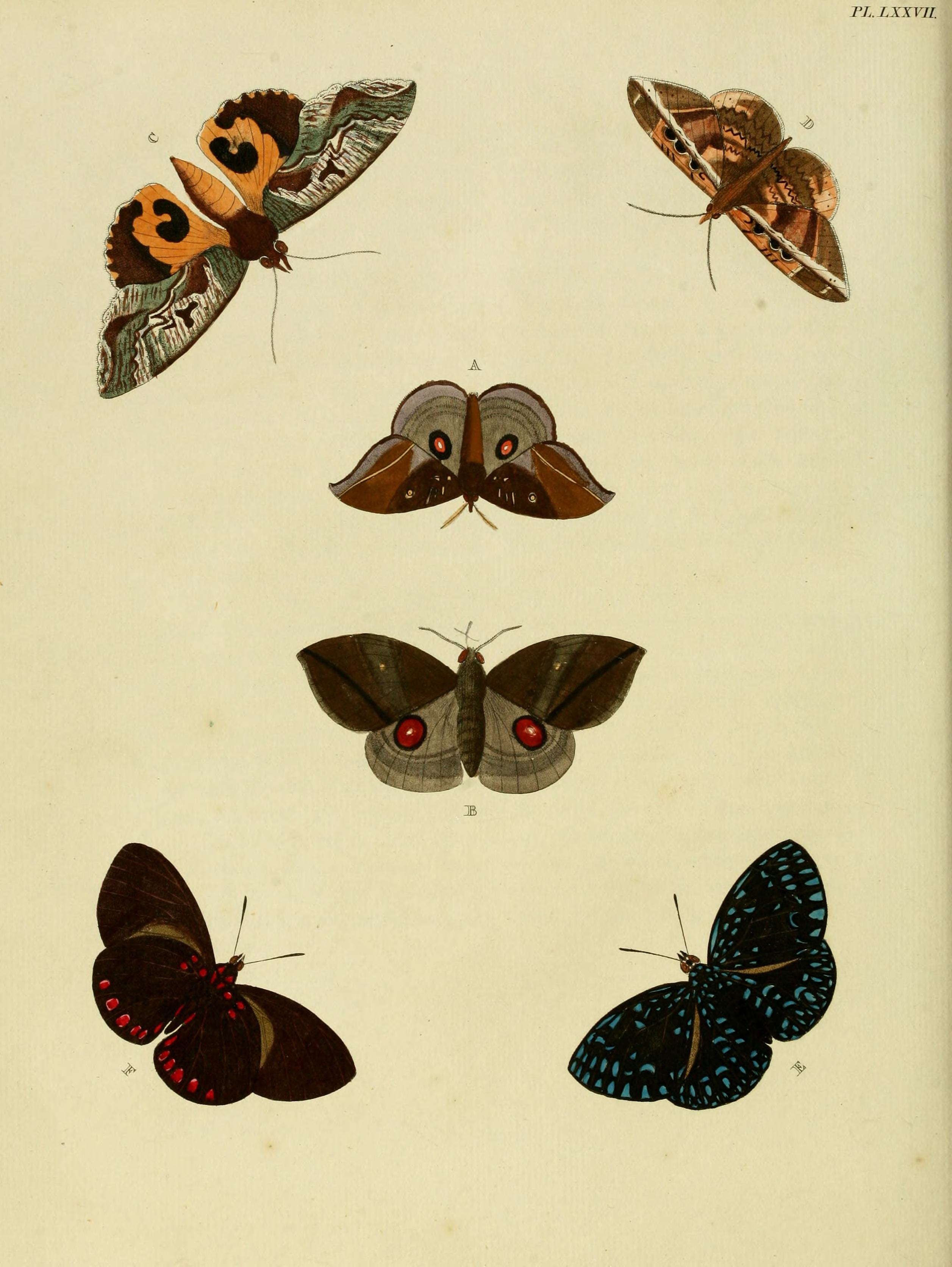
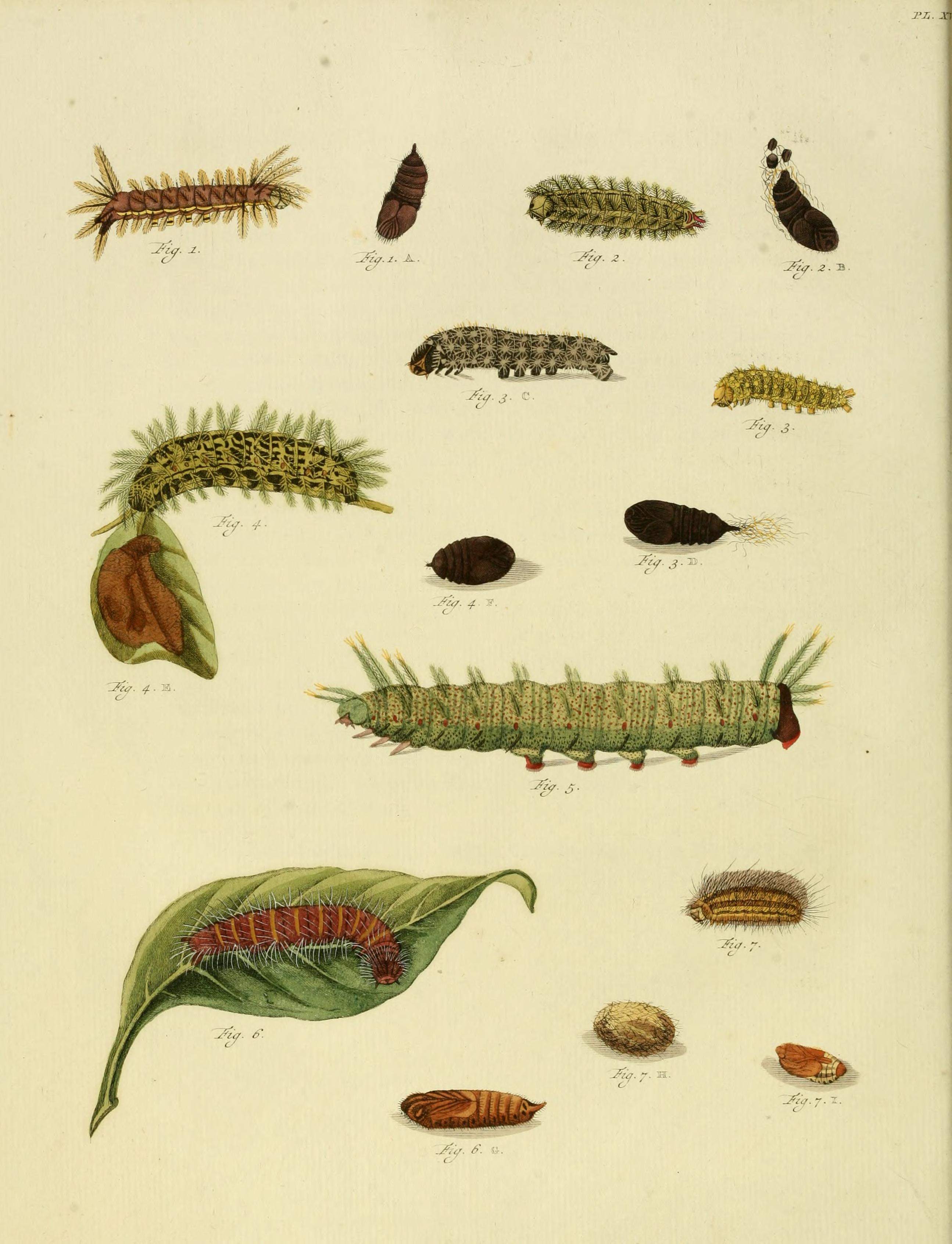
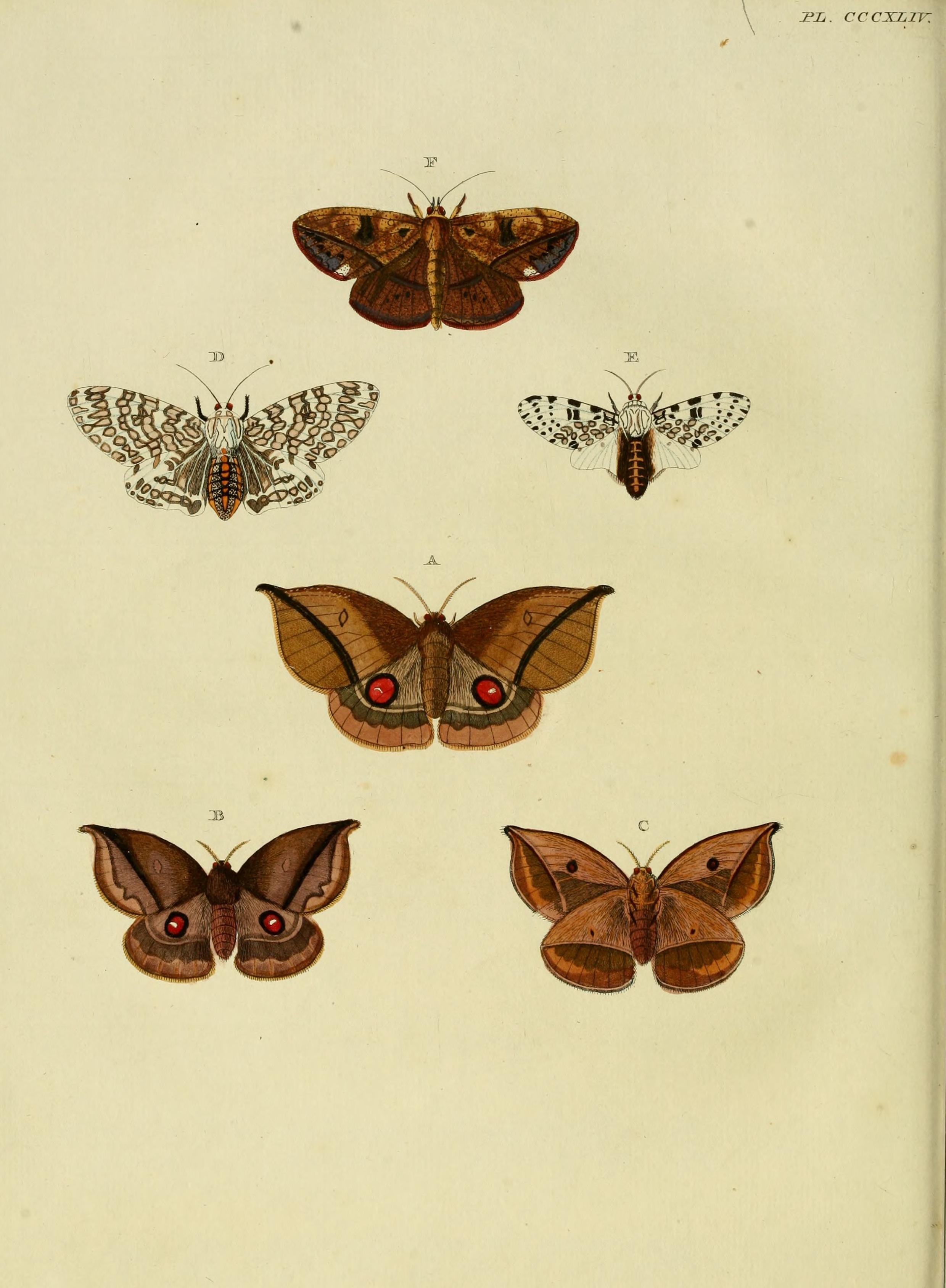
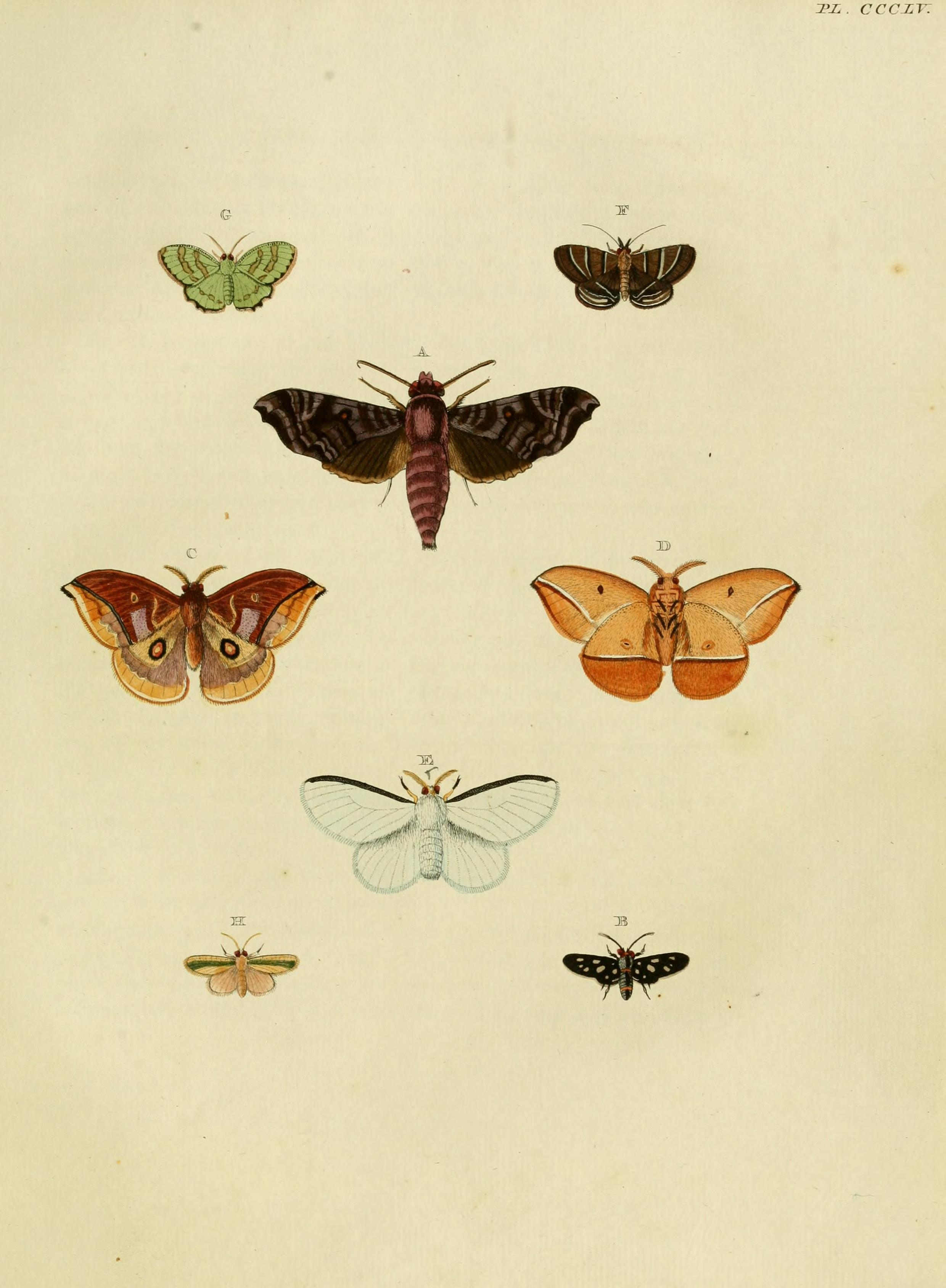
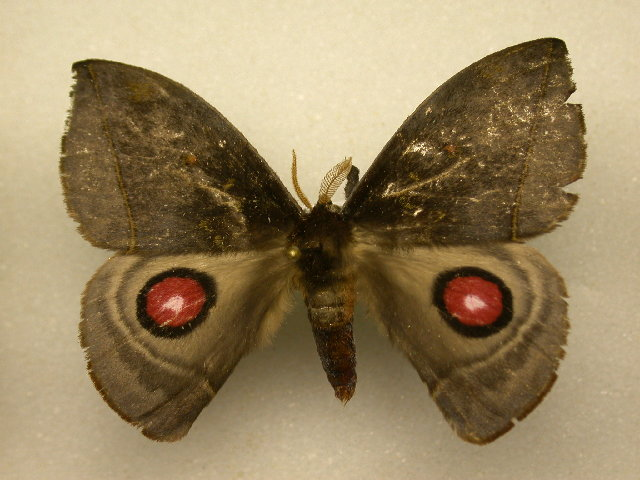

## Dottertaxa tillGamelia, i alfabetisk ordning[1]
- Gamelia abas
- Gamelia abasia
- Gamelia abasiella
- Gamelia anableps
- Gamelia arguta
- Gamelia banghaasi
- Gamelia barii
- Gamelia berliozi
- Gamelia catharina
- Gamelia denhezi
- Gamelia episcopus
- Gamelia irmina
- Gamelia kiefferi
- Gamelia lichyi
- Gamelia musta
- Gamelia neidhoeferi
- Gamelia nigropunctata
- Gamelia occidentalis
- Gamelia pandarus
- Gamelia paraensis
- Gamelia punctatus
- Gamelia pygmaea
- Gamelia pyrrhomelas
- Gamelia remissa
- Gamelia remissoides
- Gamelia rindgei
- Gamelia rubriluna
- Gamelia seitzi
- Gamelia septentrionalis
- Gamelia theseus
- Gamelia viettei